# Квенанген
Квенанген (норв. Kvænangen) — коммуна в губернии Тромс в Норвегии. Административный центр коммуны — город Бурфьорд. Официальный язык коммуны — нейтральный. Население коммуны на 2017 год составляло 1233 чел. Площадь коммуны Квенанген — 2108,26 км², код-идентификатор — 1943.

## История населения коммуны
Население коммуны за последние 60 лет.